# Povos indígenas no Ceará

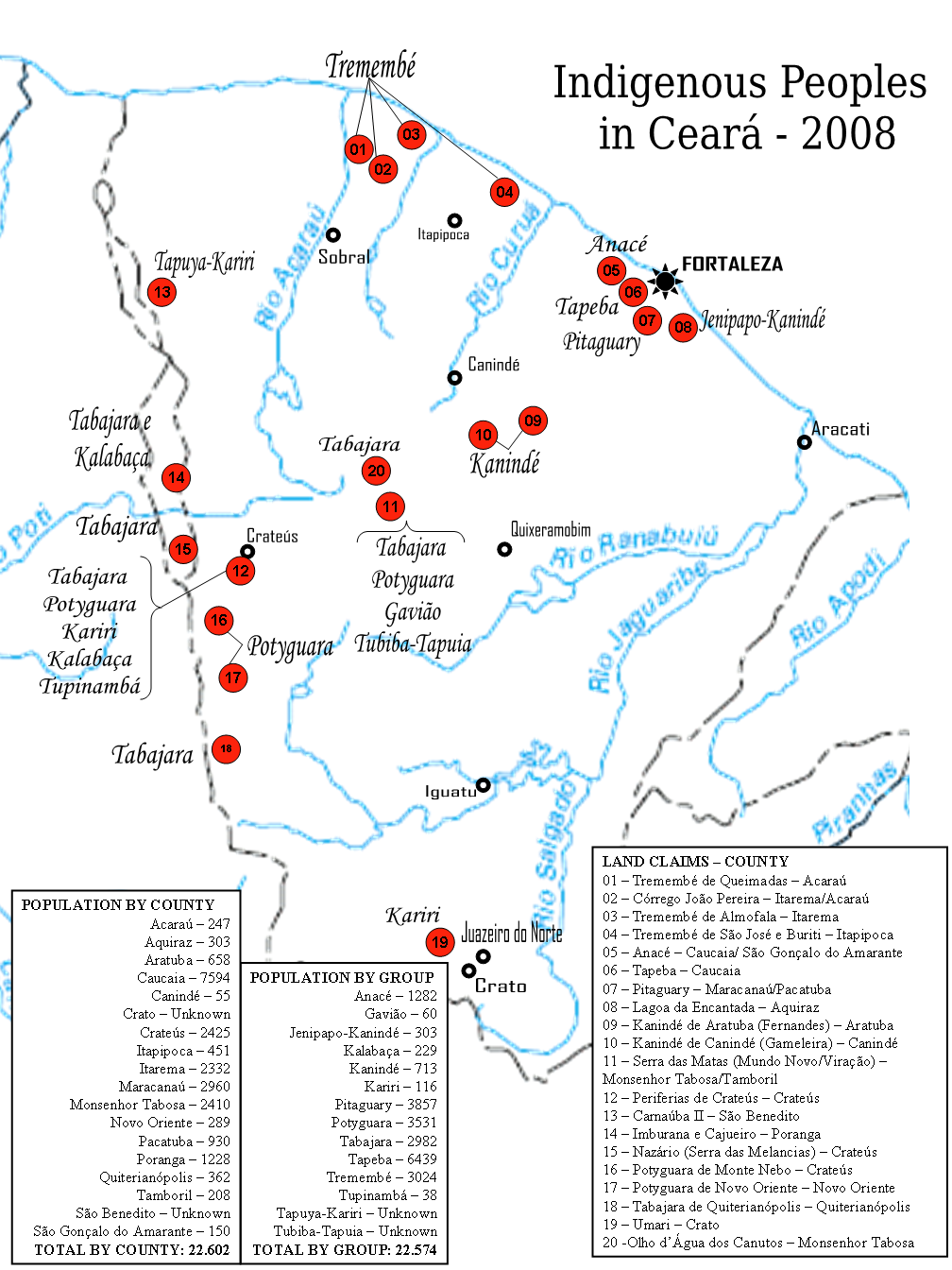
Mapa indicando a presença indígena contemporânea no Ceará. Fontes: Fundação Nacional do Índio e Fundação Nacional de Saúde.

De acordo com o Censo de 2022 do IBGE, o Ceará tinha 56.353 indígenas de diversas etnias, sendo esta a nona maior população do país.

## Etnias
A Fundação Nacional dos Povos Indígenas registra contato com vinte etnias no estado: Anacés, Cariris, Gavião, Jenipapos-Kanindés, Kalabaça-Jandaíras, Kariris, Kanindés, Kariri-Quixelôs, Karão-Jaguaribaras, Payacus, Pitaguarys, Potyguaras, Quixará-Tapuias, Tapebas, Tabajaras, Tapuya-Kariris, Tremembés, Tubiba-Tapuia, Tupinambás e os Waraos, de origem venezuelana. Além destes, também existem o povo Isú-Kariri, que também luta por reconhecimento e demarcação de terras no estado.
Etnias indígenas presentes no Ceará, com maior população:
- 7.038 - Tapebas, no município de Caucaia.[5]
- 3.837 - Tremembés, nos municípios de Itarema, Acaraú e Itapipoca. Também estão presentes no Maranhão, após migrações de terras cearenses .[6]
- 3.623 - Pitaguarys, nos municípios de Maracanaú e Pacatuba.[7]
- 2.018 - Anacés, nos municípios de Caucaia e São Gonçalo do Amarante.[8]
- 787 - Kariris e Cariris (Duas etnias diferentes que foram unidos no censo), presentes nos município de Crateús, Juazeiro do Norte, Lavras da Mangabeira, Aurora, Missão Velha, Caririaçu, Barro, Milagres e Crato. Também possuem uma população no Piauí.[9]
- 385 - Kanindé, nos municípios de Aratuba e Canindé.[10]
- 150 - Kalabaças-Jandaíras, nos municípios de Poranga, Ipaporanga, Ararendá e Crateús.[10][11]

## População
Os municípios com maior população indígena no Censo de 2022 foramː
| Município        | População indígena (2022) | Proporção na população total (%) | Terra Indígena                  |
| ---------------- | ------------------------- | -------------------------------- | ------------------------------- |
| Caucaia          | 17.628                    | 4,96                             | Taba dos Anacé                  |
| Itarema          | 5.115                     | 11,97                            | Córrego João Pereira, Almofala  |
| Maracanaú        | 5.111                     | 2,18                             | Pitaguary                       |
| Fortaleza        | 4.948                     | 0,20                             |                                 |
| Monsenhor Tabosa | 4.861                     | 28,35                            | Serra das Matas                 |
| Crateús          | 3.733                     | 4,89                             | Periferia da Crateús            |
| Poranga          | 1.542                     | 12,78                            | Cajueiro                        |
| Pacatuba         | 1.486                     | 1,83                             | Pitaguary                       |
| Carnaubal        | 866                       | 5,03                             | Gameleira                       |
| Aratuba          | 814                       | 7,25                             | Sítio Fernandes                 |
| Itapipoca        | 745                       | 1,56                             | Barra do Mundaú                 |
| Quiterianapólis  | 683                       | 3,38                             | Croatá-Fidélis                  |
| Acaraú           | 657                       | 1,01                             | Córrego João Pereira, Queimadas |
| Novo Oriente     | 602                       | 2,19                             | Lagoinha                        |
| Tamboril         | 584                       | 2,35                             | Serra das Matas                 |

## Línguas Indígenas
No Ceará, os idiomas nativos foram perdidos devido a violência da colonização, levando muitas comunidades abandonarem sua língua materna para se proteger dos avanços portugueses. Na atualidade, o povo Potiguara foi o pioneiro do estado, em um projeto social para aprendizado e ensino do Tupi Moderno, recuperando a herança perdida entre os povos de origem tupi do estado. Em alguns povos, existem inúmeras expressões e palavras dos idiomas ancestrais que ainda hoje são usadas, como vestígios linguísticos. 
O povo Potiguara, Tupinambá e Tapeba, foram registrados no Censo de 2010, como povos que possuem algum idioma indígena (provavelmente o Tupi Moderno), sendo registrados:
| Língua    | Tronco linguístico | Total de falantes (2010) |
| --------- | ------------------ | ------------------------ |
| Tupinambá | –                  | 63                       |
| Potiguara | –                  | 41                       |
| Tapeba    | –                  | 9                        |

## Terras Indígenas

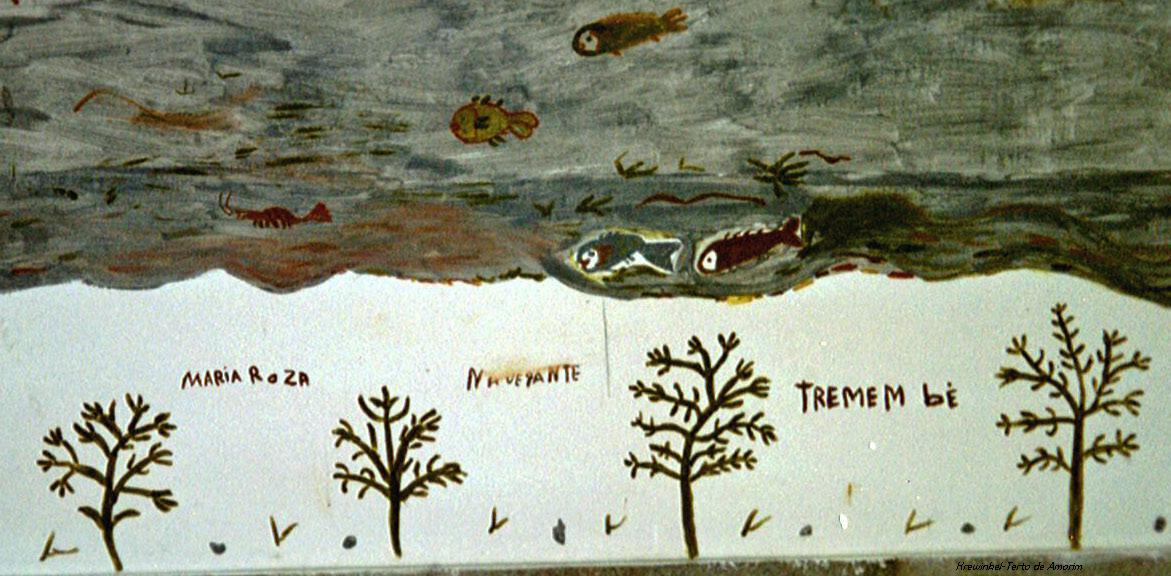
Arte tremembé

No Ceará, há somente dois territórios indígenas homologados pelo governo federal: 
- a Terra Indígena Córrego João Pereira, do povo Tremembé, em Itarema e Acaraú, desde 2003.[13]
- a Terra Indígena Barra do Mundaú, do povo Tremembé, em Itapipoca, desde 2023.[13]

A Terra Indígena Taba dos Anacé, em Caucaia, não foi homologada pela União, mas o território foi comprado pelo Governo do Ceará e entregue aos Anacés em 2018.